# Calathea legrelleana
Calathea legrelleana är en strimbladsväxtart som först beskrevs av Jean Jules Linden, och fick sitt nu gällande namn av Eduard August von Regel. Calathea legrelleana ingår i släktet Calathea och familjen strimbladsväxter. Inga underarter finns listade.